# NGC 7810
NGC 7810 (również PGC 163 lub UGC 12919) – galaktyka soczewkowata (S0), znajdująca się w gwiazdozbiorze Pegaza. Odkrył ją William Herschel 17 listopada 1784 roku.